# Phare de Fjøløy
Le phare de  Fjøløy (en norvégien :  Fjøløy fyr)  est un feu côtier situé dans la commune de Rennesøy, dans le Comté de Rogaland (Norvège). Il est géré par l'administration côtière norvégienne (en norvégien : Kystverket).

## Histoire
Le premier phare a été établi en 1849, sur l'île de Fjøløy sur le côté sud du fjord de Boknafjord, entre les villes de Stavanger et Haugesund. Il a été remplacé deux fois depuis.
À l'origine, c'était un phare relativement petit qui n'était actif que pendant la saison de la pêche au hareng. En 1867, la lumière originale a été remplacée par un plus grand phare en bois. Pendant l'Occupation de la Norvège par le Troisième Reich, les occupants ont construit des fortifications sur le site. Ce second phare a été automatisé en 1977. En 1983, l'ancien phare en bois a été fermé et remplacé par un plus petit phare automatisé sur le même site.

## Description
Le phare actuel  est une petite tour cylindrique en béton avec un balcon et une lanterne de 7 mètres de haut. Le phare est blanc et la lanterne est rouge. Le local technique se trouve à côté. Son feu à occultations émet, à une hauteur focale de 17,5 mètres, deux éclats (blanc, rouge et vert selon différents secteurs) toutes les 8 secondes. Sa portée nominale est de 13,3 milles nautiques (environ 30 km) pour le feu blanc.
Identifiant : ARLHS : NOR-081 ; NF-1048 - Amirauté : B3258 - NGA : 2188 .
|                      |
| Le phare (1890-1900) |

|          |
| Le phare |

### Lien connexe
- Liste des phares de Norvège